# Quelae (Ort)
Quelae (Kalae, Quelai) ist eine osttimoresische Siedlung im Suco Talitu (Verwaltungsamt Laulara, Gemeinde Aileu).

## Geographie und Einrichtungen
Quelae liegt in der Aldeia Quelae auf einem Bergrücken, in einer Meereshöhe von 852 m. Der Ort liegt an der Überlandstraße von Aileu im Süden nach Dili im Norden. Der nördliche Nachbarort, 100 m tiefer gelegen, ist Kutole. Östlich befindet sich das Dorf Talitu. Nach Süden fällt das Land auf etwa 700 m hinab zum Lauf des Bemos herab, eines Quellflusses des Rio Comoro.
In Quelae befindet sich eine Grundschule.